# (8339) Kosovichia
(8339) Kosovichia est un astéroïde de la ceinture principale.

## Description
(8339) Kosovichia est un astéroïde de la ceinture principale. Il fut découvert le 15 septembre 1985 à Naoutchnyï par Nikolaï Tchernykh. Il présente une orbite caractérisée par un demi-grand axe de 3,19 UA, une excentricité de 0,17 et une inclinaison de 0,2° par rapport à l'écliptique.

## Compléments